# Makareus
Makareus, även kallad Makar, var en kung på ön Lesbos i grekisk mytologi. Han var son till solguden Helios och nymfen Rhode som var härskarinna på ön Rhodos där han växte upp. En del källor hävdar att Aiolos och Enarete skulle vara hans mor och far.
Makareus hade sex bröder och en syster, Elyktro, som dog ung. Hans bröder hette Kerakfos, Okhimos, Aktis, Tenages, Triopas och Kandalos. Alla Helios och Rhodes söner var framgångsrika astronomer på ön Rhodos.
Makareus och fyra av hans bröder, Aktis, Triopas och Kandalos, blev avundsjuka på sin femte bror, Tenages, för dennes kunskaper i naturvetenskap. Det hela slutade med att de dödade den yngre brodern. Makareus flydde sedan till ön Lesbos där han fick dottern Methymna.